# Calamospondylus oweni
Calamospondylus oweni (gr. "vertébra en quilla") es la única una especie conocida del género dudoso  extinto Calamospondylus de dinosaurio terópodo celurosauriano, que vivió a principios del período Cretácico, hace aproximadamente entre 130 a 125 millones de años, en el Barremiense, en lo que es hoy Europa. Sus restos fueron recogidos por el reverendo William Fox, en la Formación Wessex en la Isla de Wight, Inglaterra. 
La especie tipo, Calamospondylus oweni, fue descripta en 1866, sobre la base de un material muy fragmentario. Esta razón ubica al Calamospondylus en una discusión taxonómica con Aristosuchus y Calamosaurus, el cual fue llamado también "Calamospondylus", pero fue luego renombrado, los cuales fueron nombrados posteriormente. Puede haber sido un ovirraptorosauriano primitivo. Según Naish en 2002 este no es el mismo espécimen que el holotipo Aristosuchus pusillus, ni se demuestra definitivamente que sea sinónimo de Aristosuchus o Calamosaurus.